# IC 679
IC 679 је спирална галаксија у сазвјежђу Пехар која се налази на листи објеката дубоког неба у Индекс каталогу.
Деклинација објекта је - 13° 58' 17" а ректасцензија 11h 16m 36,5s. Привидна величина (магнитуда) објекта IC 679 износи 14,8 а фотографска магнитуда 15,6. IC 679 је још познат и под ознакама NPM1G -13.0320, PGC 170124.